# Apariencias
Apariencias es una película argentina cómica del 2000 dirigida por Alberto Lecchi, escrita por Gustavo Belatti y Mario Segade sobre una idea de Adrián Suar. Es protagonizada por Adrián Suar y Andrea del Boca.

## Sinopsis
A los 30 años, la excesiva timidez de Carmelo Posse (Adrián Suar), le impide enfrentar a Verónica Ortiz (Andrea del Boca), una compañera de la agencia de Marketing en la que trabaja, para decirle que la ama. Él pierde la oportunidad de exteriorizar sus sentimientos cuando ella es enviada a trabajar al exterior. Pero cuando Verónica le comunica que vuelve al país después de tres meses de ausencia decide, junto a su amigo Beto (Diego Pérez), esperarla en el aeropuerto y confesarle que la ama. Todos sus planes se desmoronan cuando descubre que Verónica baja del avión acompañada de un novio (Fabián Mazzei), con el que planea casarse. Al intentar salir del aeropuerto se ven embestidos por una manifestación gay. En ese instante se desata una serie de malentendidos. Accidentalmente, Carmelo se convierte en el estandarte de la causa; Verónica lo descubre en medio de la movilización y cree que es homosexual. Después le comunica su admiración por asumir su condición sexual y le pide colaboración para encarar un proyecto laboral. Carmelo se da cuenta de que con la confusión le es más fácil actuar y enfrentar su timidez. Y acepta el pedido de Verónica consciente de la oportunidad de compartir momentos con ella.

## Reparto
- Adrián Suar como Carmelo Posse
- Andrea del Boca como Verónica Ortiz
- Diego Pérez como Beto
- Fabián Mazzei como Federico
- Rita Cortese como Susana Posse
- Fernando Siro como Orlando Posse
- Lucrecia Capello como Elsa Ortiz
- Jorge Rivera López como Esteban Ortiz
- Favio Posca como Iñaqui
- Lidia Catalano como Delfina
- Rolo Puente como Nicosi
- Natalia Lobo como Betty
- Gabriel Correa como Blanco
- Osvaldo Guidi como gay
- Sebastián Pajoni como gay